# Gustavus Devuyst
Gustavus Petrus Vincentius Devuyst (Oostende, 20 april 1898 - Neder-Over-Heembeek, 20 mei 1981) was een Belgisch senator. 

## Levensloop
Devuyst werd in Oostende geboren als zoon van een loodgieter-zinkbewerker en een huisvrouw. In 1901 stierf zijn vader in een arbeidsongeval, waarna zijn moeder enkele jaren later hertrouwde met Alfons De Backer, een Gentse metaalarbeider die militeerde voor de socialistische Belgische Werkliedenpartij. Na het afronden van zijn lager onderwijs ging Devuyst in de leer als metaalarbeider en na de dood van zijn stiefvader in 1914 vestigde zich in Vilvoorde als koperbewerker. In 1918 vervulde hij zijn militaire dienst.
Hij trad in de politieke voetsporen van zijn stiefvader en militeerde in verschillende socialistische organisaties in Vilvoorde en Brussel. In Vilvoorde werd hij lid van De Volkskinderen, een organisatie waarvan hij in 1919 secretaris werd. Hij was er ook lid van het (lokale) comité van de Socialistische Jonge Wacht. In 1924 werd hij voltijds kantonnaal propagandist van de Belgische Werkliedenpartij (BWP). Daarnaast was hij van 1920 tot 1940 beheerder en penningmeester van de lokale partijkrant De Demokraat en tussen 1926 en 1940 secretaris van de Vilvoordse BWP. 
Van 1920 tot 1940 was hij lid van het regionaal comité van de Centrale der Metaalbewerkers van België. Een diploma van maatschappelijk assistent aan de Arbeidshogeschool in Ukkel, dat hij via avondonderwijs behaalde, stelde hem in staat om in 1923 aan de slag te gaan als bediende bij de Federatie van Socialistische Mutualiteiten van Brabant. In 1925 werd hij aangesteld tot regionaal vertegenwoordiger van de Federatie van Socialistische en Syndicale Mutualiteiten voor de arrondissementen Brussel en Leuven. In 1945 werd hij algemeen secretaris van de Federatie van Socialistische Mutualiteiten van Brabant (FSMB) en van de vzw Kliniek César De Paepe. Vervolgens werd hij ook nog lid van het uitvoerend bureau van de Socialistische Vooruitziende Vrouwen (SVV) van Brabant. Hij was van 1949 tot 1967 eveneens ondervoorzitter van het Nationaal Verbond van Socialistische Mutualiteiten (NVSM) en zetelde vanaf 1953 in het nationaal bureau van het Belgische Rode Kruis.
Op andere vlakken was hij:
- lid en van 1944 tot 1968 voorzitter van de lokale werkrechtersraad,
- beheerder van de Brusselse coöperatie La Maison du Peuple,
- stichtend voorzitter van de socialistische radio-omroepen SAROV en RESEF;
- ondervoorzitter van het reisagentschap van ATO en het Centrum voor Sociale Actie.

In 1932 werd Devuyst verkozen tot gemeenteraadslid van Vilvoorde en behield dit mandaat tot in 1938. Voordien had hij gezeteld in de Commissie van Openbare Onderstand (COO). Na de Tweede Wereldoorlog was hij van 1953 tot 1959 voorzitter van deze commissie. Van 1936 tot 1961 was hij eveneens provincieraadslid van Brabant.
Tijdens de Tweede Wereldoorlog droeg hij bij aan de druk van de clandestiene krant De Morgenrood door de drukkerijen van de metaalbewerkerscentrale ter beschikking te stellen en richtte het sluikblad De Vrijheid op. Hij verzorgde bijdragen in dit blad en garandeerde de distributie ervan. Door Aloïs Gerlo werd hij tevens gerekruteerd bij het Onafhankelijkheidsfront, werd hij ondervoorzitter van de Patriottische milities binnen deze gewapende verzetsorganisatie en trad hij op als verbindingsagent tussen de regionale afdelingen en de Brusselse afdeling van het Onafhankelijkheidsfront. Ook stichtte hij een afdeling van het Onafhankelijkheidsfront in Vilvoorde. 
Devuyst eindigde zijn politieke carrière in de Senaat, waar hij van 1961 tot 1965 zetelde als rechtstreeks gekozen senator voor het arrondissement Brussel-Halle-Vilvoorde. Hij was lid van de commissies Arbeid, Tewerkstelling en Sociale Voorzorg en was rapporteur van de commissie die in opdracht van minister van Sociale Voorzorg Edmond Leburton de hervorming van de sociale zekerheid bestudeerde. Na afloop van zijn mandaat in de Senaat nam hij in de jaren nadien geleidelijk ontslag uit zijn verschillende maatschappelijke functies, al bleef hij tot op hoge leeftijd een actief lid of bestuurder van verschillende lokale sportkringen, muziek- en toneelkringen.